# Erick van Egeraat

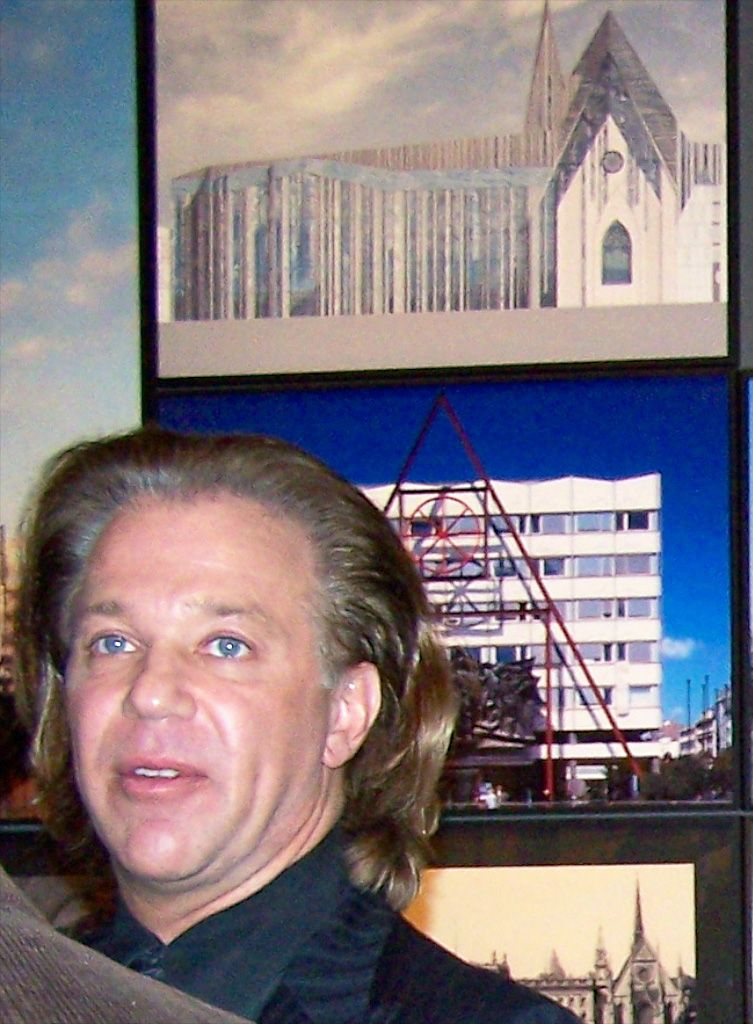

Erick van Egeraat (Ámsterdam, 27 de abril de 1956) es un arquitecto neerlandés.
Entre 1983 y 1995 participó en el estudio de arquitectura Mecanoo, con Francine Houben y otros colegas. Vive actualmente en Róterdam pero desarrolla la mayoría de su trabajo en Alemania y Rusia.

## Obras
- Proyecto de casa experimental en el show Internacional del Jardín en Stuttgart en 1993.
- Propuesta para la remodelación del campus de la Universidad de Leipzig.[2]
- Propuesta para unas torres en el distrito de Yakimanka, en Moscú (rechazada).
- Museo Natuurhistorisch en Róterdam.